# Anamesia lambii
Anamesia lambii är en kackerlacksart som beskrevs av Johann Gottlieb Otto Tepper 1893. Anamesia lambii ingår i släktet Anamesia och familjen storkackerlackor. Inga underarter finns listade i Catalogue of Life.